# Верхня Терса (село)
Ве́рхня Те́рса — село в Україні, у Пологівському районі Запорізької області. Входить до складу Воздвижівської сільської громади. Населення становить 920 осіб. До 2017 орган місцевого самоврядування — Верхньотерсянська сільська рада.

## Географія
Село Верхня Терса знаходиться на одному з витоків річки Верхня Терса, на відстані 1,5 км від села Цвіткове та за 2,5 км від села Гірке. Поруч проходить залізниця, станція Гуляйполе за 7 км.

## Історія
Заснована Верхня Терса в 1868 році 72 родинами з Гуляйполя.
Через 30 років після заснування тут налічувалося 127 дворів і 793 мешканці, з них 398 чоловіків.
Напередодні Першої світової війни в селі було 137 дворів, проживало 1107 чоловік. Село мало непривабливий вигляд. Біднота тулилася в убогих хатинах. Добротно виглядали будинки заможних селян.
7 (20) листопада 1917 року, відповідно до Третього Універсалу Української Центральної Ради, увійшло до складу Української Народної Республіки.
19 липня 2020 року, в результаті адміністративно-територіальної реформи та ліквідації Гуляйпільського району, село увійшло до складу новоутвореного Пологівського району.

## Населення
Згідно з переписом УРСР 1989 року чисельність наявного населення села становила 941 особа, з яких 425 чоловіків та 516 жінок.
За переписом населення України 2001 року в селі мешкало 909 осіб.

### Мова
Розподіл населення за рідною мовою за даними перепису 2001 року:
| Мова       | Відсоток |
| ---------- | -------- |
| українська | 91,41 %  |
| вірменська | 3,91 %   |
| російська  | 3,91 %   |
| білоруська | 0,11 %   |
| грецька    | 0,11 %   |
| молдовська | 0,11 %   |
| інші       | 0,44 %   |

## Економіка
- ТОВ «Агро-Континент».

## Об'єкти соціальної сфери
- Школа.
- Дитячий садочок.
- Будинок культури.
- Фельдшерсько-акушерський пункт.
- Газета «Терсянський вісник».

## Постаті
- Негер Іван Іванович (1983—2014) — солдат Збройних сил України, учасник російсько-української війни.